# Джуліано Джуліані
Джуліано Джуліані (італ. Giuliano Giuliani, нар. 29 вересня 1958, Рим — пом. 14 листопада 1996, Болонья) — італійський футболіст, що грав на позиції воротаря.
Виступав, зокрема, за «Наполі» та «Удінезе», ставши з неаполітанцями чемпіоном Італії та володарем Кубка УЄФА.

## Ігрова кар'єра
Народився 29 вересня 1958 року в місті Рим. Вихованець футбольної школи клубу «Ареццо». Дорослу футбольну кар'єру розпочав 1976 року в основній команді того ж клубу, в якій провів чотири сезони, взявши участь у 52 матчах чемпіонату.
Своєю грою за цю команду привернув увагу представників тренерського штабу «Комо», до складу якого приєднався влітку 1980 року і в сезоні 1980/81 дебютував у Серії А. Всього відіграв за команду з Комо п'ять сезонів своєї ігрової кар'єри. Більшість часу, проведеного у складі «Комо», був основним голкіпером команди. Відзначався досить високою надійністю, пропускаючи в іграх чемпіонату в середньому менше одного голу за матч.
1985 року став гравцем «Верони», де провів три сезони, після чого перейшов в «Наполі», де грали зіркові Карека та Дієго Марадона. Протягом цих років виборов титул чемпіона Італії та став володарем Кубка УЄФА.
Завершив професійну ігрову кар'єру у клубі «Удінезе», за команду якого виступав протягом 1990—1993 років. За фріульців Джуліані провів два роки у Серії Б і потім один в Серії А, врятувавши команду від вильоту у сезоні 1992/93, після чого у віці 35 років завершив ігрову кар'єру.

## Міжнародна кар'єра
Джуліані представляв Італію на літніх Олімпійських іграх 1988 року, де був запасним воротарем, а команда посіла четверте місце.

## Смерть
Помер 14 листопада 1996 року на 39-му році життя у місті Болонья від СНІДу. Він залишив свою дружину, італійську телеведучий Рафаеллу ДельРосаріо . В 2003 році Рафаелла звинуватила колишнього президента «Наполі», Коррадо Ферлайно, у використанні гравцями його команди допінгу, що привело до смерті її чоловіка. Ферлайно спростував ці звинувачення і заявив, що він ніколи не використовував в команді «Наполі» і не може взяти на себе відповідальність за смерть Джуліано Джуліані. Дель Росаріо також зізналася пізніше, що звинувачення проти Ферлайно були вигадані. Тим не менше, чутки про можливе використання допінгу легендарної команди «Наполі» Марадони залишились.

## Титули і досягнення
- Чемпіон Італії (1):

«Наполі»: 1989–90
- Володар Кубка УЄФА (1):

«Наполі»: 1988–89